# Helmut Nadolski

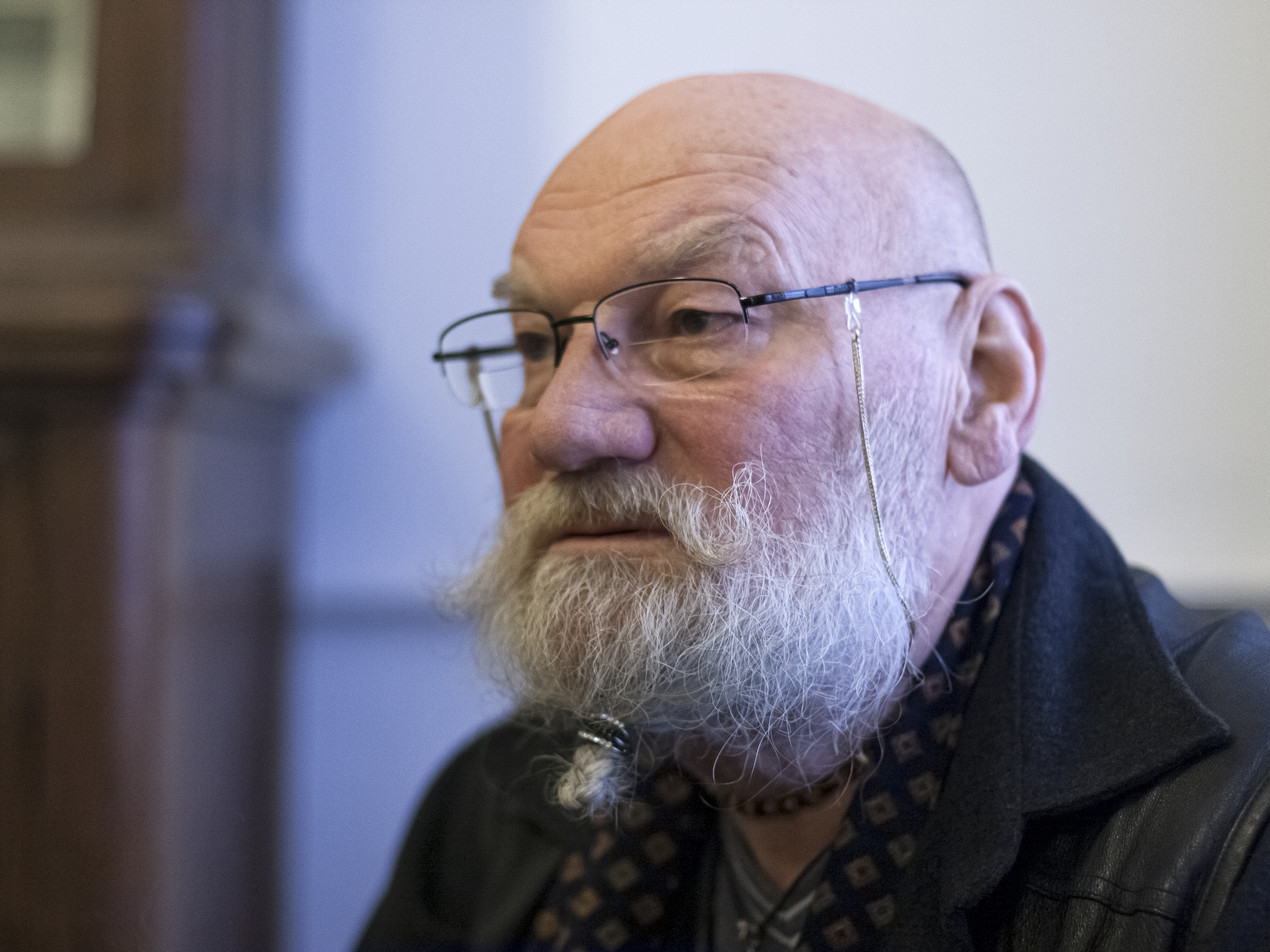
Helmut Nadolski (2011)

Helmut Nadolski (* 27. Oktober 1942 in Gotenhafen) ist ein polnischer Jazz- und Improvisationsmusiker (Kontrabass, Komposition), der als „Magier des Kontrabass“ gilt und „düstere, enigmatisch wirkende Klänge“ schuf.

## Leben und Wirken
Nadolski war Mitglied des Quartetts von Andrzej Przybielski (JJ 69 – New Faces In Polish Jazz, 1969). Gemeinsam mit Przybielski, Władysław Jagiełło und Andrzej Bieżan erkundete er in der Gruppe Sesja 72 experimentellen Jazz; die Band stellte sich 1973 auf dem Jazz Jamboree vor. Zudem gehörte er seit 1972 zur Band von Czesław Niemen, mit dem er auch auf dem Jazz Jamboree 1972 und im Konzert Rock and Jazz Now im Begleitprogramm zur Olympiade München 1972 auftrat (Fernsehmitschnitt); er war als Bassist an den Niemen-Alben Strange Is This World (1972) und Marionetki (1973) beteiligt (zum zweiten Album steuerte er auch die Komposition Requiem dla van Gogha bei). Niemen bediente auch die Synthesizer auf Nadolskis Debütalbum Meditation; dessen geplante internationale Ausgabe als ESP-Album unter dem Titel New Music from Poland kam zunächst nicht zustande. Auf dem Jazz Jamboree 1983 versammelte er andere Improvisationskünstler in seinem Jubileuszowa Orkiestra um sich.
Seit den späten 1980er Jahren lebt Nadolski in Bremen. In den 1990er Jahren entwickelte er eine interdisziplinäre Konzertform Mobile, in der er Musik, Bilder, Texte und Meditation verknüpfte. Mit dem Pianisten Michael Rayher trat er im Rahmen der Nürtinger Jazztage 1996 ebenso auf wie bei der Langen Nacht der Museen 2001 im Gerhard-Marcks-Haus. Mit der Schauspielerin Minnie Oehl stellte er das Leben der Bildhauerin Camille Claudel vor.
Nadolski schrieb auch die Filmmusik zu dem Spielfilm Rekolekcje von Witold Leszczyński (1978) und zu dem Fernsehfilm Mała sprawa. Als Schauspieler trat er 1982 in der Fernsehserie Hotel Polan und seine Gäste auf.

## Diskographische Hinweise
- Iga Cembrzyńska Session 72 – Four Dialogues with Conscience (Apollo Sound, 1972; mit Andrzej Przybielski, Władysław Jagiełło, Andrzej Bieżan)
- Meditation / Medytacje (Veriton, 1974; mit Czesław Niemen, Olgierd Łukaszewicz, Andrzej Nowak)
- Jubileuszowa Orkiestra (Alma Art, 1983; mit  Andrzej Bieżan, Tadeusz Sudnik, Andrzej Przybielski, Zdzisław Piernik, Michał Zduniak, Krzysztof Knittel)
- Muzyka Morza (2010, mit Michael Rayher)
- Kiedy Umiera Człowiek (2012, mit Ulf Langheinrich)